# Arvid Holm
Arvid Holm, född 3 november 1998 i Ljungby, är en svensk professionell ishockeymålvakt som spelar för Rögle BK i SHL.
Säsongen 2024/2025 tilldelades Arvid Honkens trofé, Sveriges motsvarighet till Vézina Trophy.

## Klubbar
- IF Troja-Ljungby 2011-2016 - Moderklubb
- Karlskrona HK 2016-2019
- Färjestad BK 2019-2020 (Lån 2020-2021)
- Manitoba Moose 2021-2023
- Colorado Eagles 2023-2024

- Rögle BK 2024-